# Byulleten' Glavnogo Botanicheskogo Sada
Byulleten' Glavnogo Botaniceskogo Sada (abreviado Byull. Glavn. Bot. Sada) es una revista con ilustraciones y descripciones botánicas que es editada en Moscú y San Peterburgo desde el año 1948.